# Spøttrup Kommune
| Strukturdaten       | Strukturdaten   |
| ------------------- | --------------- |
| Sitz der Verwaltung | Ramsing         |
| Fläche              | 189,46 km²      |
| Einwohner           | 7.854 (2006)    |
| Kommune seit 2007   | Skive Kommune   |
| Website             | www.spottrup.dk |

Spøttrup Kommune war bis Dezember 2006 eine dänische Kommune im damaligen Viborg Amt in Jütland. Seit Januar 2007 ist sie zusammen mit den Kommunen Sallingsund und Sundsøre, sowie der „alten“ Kommune Skive Teil der neuen Skive Kommune.
Spøttrup Kommune wurde im Rahmen der Verwaltungsreform von 1970 neu gebildet und umfasste folgende Sogn:
- Balling Sogn
- Brøndum Sogn
- Hvidbjerg Sogn
- Håsum Sogn
- Krejbjerg Sogn
- Lem Sogn
- Lihme Sogn
- Oddense Sogn
- Otting Sogn
- Ramsing Sogn
- Rødding Sogn
- Vejby Sogn
- Volling Sogn